# Spannarboda
Spannarboda är en ort utefter länsväg 859 i Fellingsbro socken i Lindesbergs kommun. Mellan 2015 och 20120 avgränsade SCB här en småort.

## Järnvägen
Spannarboda ligger längs järnvägslinjen Godsstråket genom Bergslagen (Frövi - Avesta/Krylbo), cirka 20 km norr om Frövi (väg), 10 km norr om Sällinge och 12 km söder om Näverkärret. Linjen byggdes av SJ, öppnades för trafik i december år 1900 och elektrifierades år 1934. Persontrafiken och posten vid Spannarboda station avvecklades den 12 maj 1968, då sträckan Krampen-Frövi fick fjärrblockering. Fram till nedläggningen tjänstgjorde tågklarerare och postkassör på stationen. 

### Stationshuset

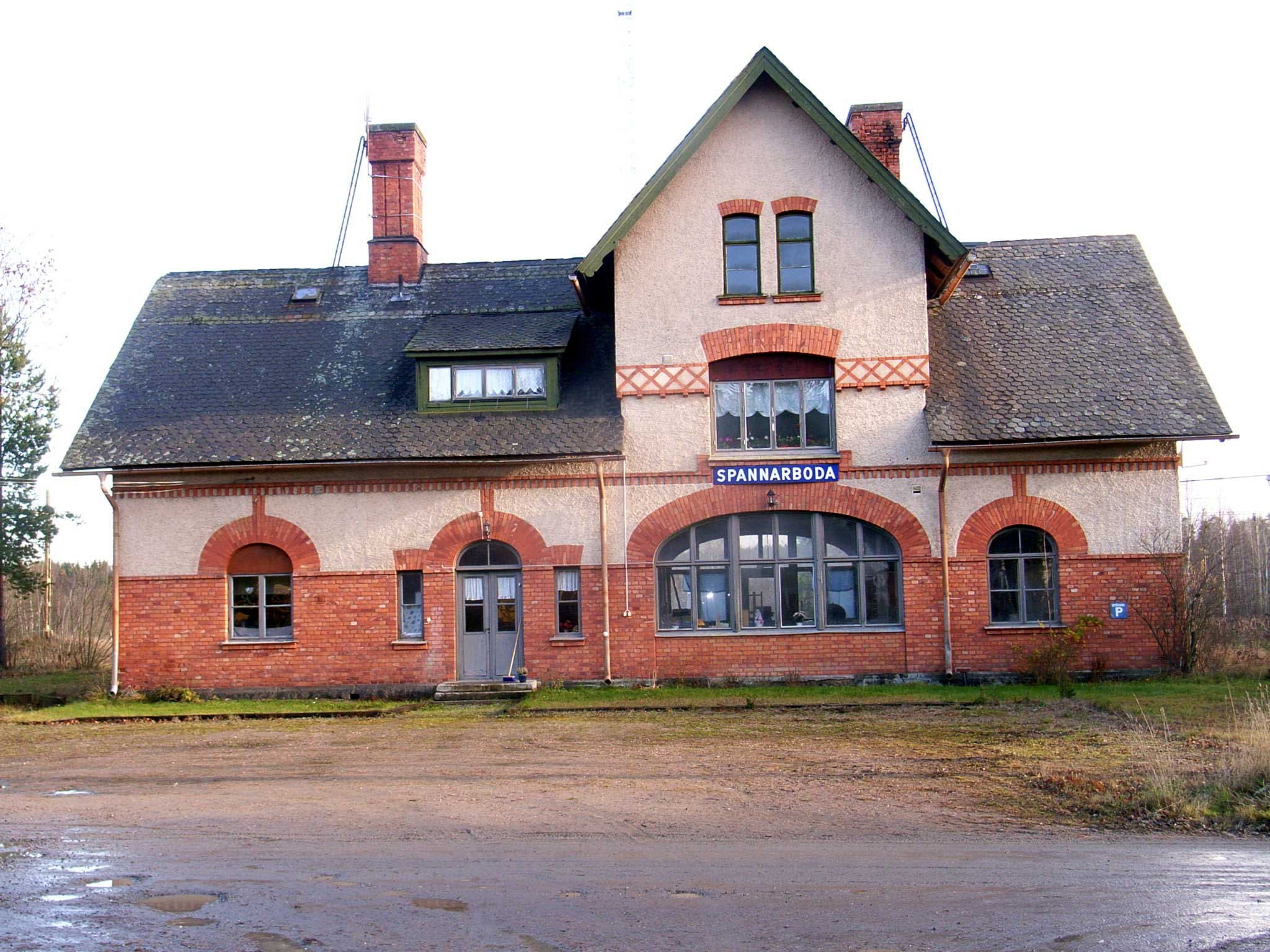
Spannarboda station

Stationshuset, som är av så kallad Karbenningmodell och ritat av SJ:s chefsarkitekt Folke Zettervall, är privatägt och används delvis som bostad. Till stationen har även hört en toalettbyggnad (riven på 1980-talet) och en tvättstuga (bevarad) i samma tegelstil som stationen. Stationens godsmagasin revs år 2007.

### Banvaktstugan
I banvaktstugan nr 269 från år 1900 har det bott banvakter med familjer fram till år 1969. En av banvaktens arbetsuppgifter var att dagligen åka på sin trampdressin och syna järnvägssträckan mellan växeln vid Harparboda och kurvan vid Grönhultsvägen. Denna arbetsuppgift för en banvakt upphörde dock sannolikt i slutet av 1950-talet. Banvakten var även lagbas för banarbetarna i Spannarboda och svarade bl.a. för slipers- och rälsbyten. Dessa manuella arbetsuppgifter ersattes i mitten av 1960-talet av maskiner. Banvaktstugan är nu privatägd sommarbostad.

## Spannarbodabranden
Den så kallade Spannarbodabranden orsakades av ett tåg den 23 juli 1914. Branden spred sig snabbt i torr vegetation och i samband med blåst och omfattade 6 000 tunnland skog. Omkretsen på branden var tre mil. Sju gårdar med bostadshus, ladugårdar och ekonomibyggnader brann. 
Närmare femtonhundra militärer och tusen boende hjälptes åt att släcka branden. Hjälp begärdes från Stockholms brandkår, som sände två ångsprutor och tvåtusen meter slang. Båda dessa sprutor arbetade över 400 timmar  Efter en vecka var branden begränsad. Det var den sommarens största skogsbrand. Efteråt byggdes ett sågverk där den brandskadade skogen förädlades.

## Föreningar

### Bygdegårdsföreningen
I slutet av 1930-talet bildades Fellingsbro norra bygdegårdsförening. Behovet av en samlingslokal var stort och ganska omgående uppfördes så bygdegården Sveaborg i Östra Boda vid Spannarboda. Bygdegården renoverades 1990-1995 .

## Iskarboda banvaktsstuga
År 2006 bildades Föreningen för Iskarboda banvaktsstugas bevarande, FIBB. Iskarboda banvaktsstuga, som låg c:a 3 km norr om Spannarboda, revs i december 2006. Föreningens syfte var att ta tillvara intresset för att bevara banvaktsstugan, vilken låg inom ramen för Banverkets avvecklingsprojekt. Föreningen ville också verka för att sprida information on banvaktsstugor i allmänhet. FIBB beställde en rapport om banvaktsstugans historik, dess konstruktion och hur den skulle kunna renoveras. Rapporten utfördes av Högskolan på Gotland .